# Alexander von Hales

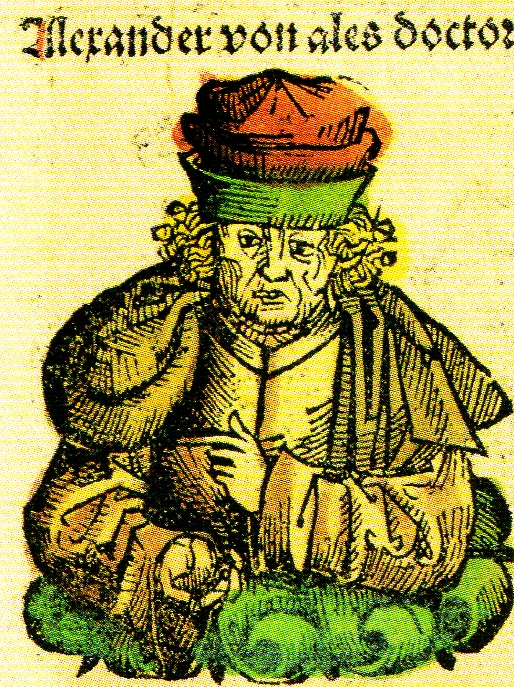
Fantasieporträt in Hartmann Schedels Weltchronik (1493).

Alexander von Hales (latinisiert Alexander Halensis; * um 1185 in Hales in Shropshire oder Gloucester in Gloucestershire; † 21. August 1245 in Paris) war ein englischer Franziskaner und bedeutender Vertreter der Scholastik. Er gilt als Begründer der so genannten älteren Franziskanerschule und ist als theologisch-philosophischer Schriftsteller insbesondere wegen seines Kommentars der Sentenzen des Petrus Lombardus berühmt gewesen.

## Leben
Nach einer Klostererziehung im Konvent der Franziskaner in Hales studierte er die sieben freien Künste und Theologie an der Pariser Sorbonne. Durch seinen Lerneifer erreichte er die Doktorwürde und wurde Professor. Ab den 1220er-Jahren lehrte er an der theologischen Fakultät. Zu seinen Schülern gehörten Duns Scotus und Giovanni di Fidanza. Schnell erwarb er sich den Beinamen „doctor irrefragabilis“ (Doktor Unwiderlegbar). An der Universität war Alexander an den Auseinandersetzungen 1229/1231 beteiligt sowie an den Verurteilungen einiger Meinungen des Aristoteles 1241.
In der Dissertation von Jakob Bisson wird die Bedeutung Alexander von Hales’ darin gesehen, „… dass er in seiner Summa Theologica zuerst die ganze Philosophie des Aristoteles als Hilfswissenschaft benutzt hat.“ Das wird bei Bisson damit erläutert, dass der „… Anstoß, sich in den theologischen Schriften wenigstens implicite mehr und mehr mit den ethischen Fragen in ihrer Bedeutung und Tragweite für das sittliche Verhalten und Handeln des Menschen, in ihren Forderungen überhaupt, zu beschäftigen, […] seit Anfang des 13. Jahrhunderts, bereits auch seit Ausgang des 12. Jahrhunderts, [durch] das Bekanntwerden weiterer Schriften des Aristoteles …“ gegeben wurde.
Alexander von Hales trat um 1231 dem Franziskanerorden bei und nahm seinen theologischen Lehrstuhl mit. 1245 beteiligte er sich am 1. Konzil von Lyon und verstarb nach seiner Rückkehr noch im selben Jahr unerwartet in Paris. Er wurde in der Klosterkirche des Couvent des Cordeliers (auch Grand Couvent) beigesetzt, wo sein Grabstein bis zur Zerstörung der Kirche während der Revolution zu sehen war. Sein berühmtester Schüler und Nachfolger auf dem Lehrstuhl war der hl. Bonaventura.

## Eintrag in der Schedelschen Weltchronik von 1493

Die Summa universae theologiae als Inkunabel von 1489

Alexander von Hales hat einen eigenen Eintrag mit stilisiertem Porträt in Hartmann Schedels Weltchronik, einer Art Enzyklopädie des ausgehenden Mittelalters. Auf Blatt CCXIIII über das sechste Weltalter heißt es über ihn:
„Alexander von (H)ales ein vnwidertreiblicher vnnd fürnemer lerer hat auch dise zeit mit seiner kunst vnd lere nit wenig erleuchtet. vnd auß seiner sinnreichigkeit auff des babsts Innocentii befelhe vnd gepote gar ein schrift reiche vnnd löbliche summa in der heiligen schrift gesammelt. vnd sunst vil tapffers guts dings beschriben vnd das alt und new testament schier alles außgelegt. vnd da mit verdient das er ein prunn des lebens genant wirdt. Auß göttlicher weißheit vnnd sundrer andacht vnd innigkeit die er zu der allerseligsten iunckfrawen Marie het empfieng er in den letsten tagen das klaid der brüder sant Francisen ordens. Dann er verhieße wenn ymant in irem namen ettwas das müglich wer an ine begeret so wölt er das vollziehen. Nw begegnet ine einer sant Francisen brüder mit eim sack daz almosen durch die statt sammlende. Der sprach zu Alexandro. So ir langzeit der werlt in großem ruom dient. Vnnd unßer orden keinen maister hat so bit ich euch umb gottes und der iunckfrawen seiner muter liebe willen ir wöllet ewrer sele zu nutz vnd unßerm orden zu eren unßer klaid annehmen. Do antwurtet er: ich will dir pald nachfolgen vnd tun was du hast begehrt. Also verließe er die werlt vnd gieng in den orden.
(Alexander von Hales: ein unwidertreiblicher und vornehmer Lehrer hat diese Zeit mit seinem Können und seiner Lehre nicht wenig erhellt. Auf Befehl und Gebot von Papst Innozenz hat er eine umfangreiche und lobenswerte Zusammenfassung der Heiligen Schrift erstellt. Auch sonst hat er viel ausgezeichnete Dinge verfasst sowie das Alte und Neue Testament umfassend ausgelegt. Damit verdient er, dass er ein Brunnen des Lebens genannt wird. Aufgrund göttlicher Weisheit und durch seine besonders andächtige Beziehung zur Jungfrau Maria empfing er in seinen letzten Lebenstagen die Kutte des Franziskanerordens...)“

## Werke
- Summa universae theologiae. P. 3, Johann von Köln und Johann Manthen, Venedig 1475. Digitalisat
- Summa universae theologiae. Anton Koberger, Nürnberg 1481.
  - Band 1 (24.I.1482). Generalis discursus ī sūmā. Digitalisierte Ausgabe der Universitäts- und Landesbibliothek Düsseldorf
  - Band 2 (29.XI.1481). Tabula tractatuus hui[us] secūde ptis sūme alexādri. Digitalisat